# Stockbridge (Edynburg)
Stockbridge – dzielnica Edynburga nazywana czasami New New Town, ciągnąca się od edynburskiego West End po Royal Botanic Gardens.